# Синегорлый момот
Синего́рлый момо́т (лат. Aspatha gularis) — вид птиц из семейства момотовых, выделяемый в монотипический род синегорлых момотов (лат. Aspatha).

## Описание

### Внешний вид
Длина тела птицы 25—28 см, масса 56—68 грамм. Птица окрашена в защитный зелёный цвет. Крылья и хвост более тёмного оттенка, голова, спина и брюшко — более светлого. Клюв чёрный. Радужная оболочка жёлтая. Область вокруг глаз окрашена в рыжевато-жёлтый цвет и образует подобие маски. Чуть ниже глаза и ближе к затылку располагается чёрное пятно. Горло птицы зелёно-голубого цвета. .

## Распространение
Синегорлый момот обитает на территории Мексики, Гватемалы, Сальвадора и Гондураса.

## Питание
Питается насекомыми, преимущественно пчёлами, и некоторыми фруктами.

## Размножение
Сезон размножения в Гватемале приходится на апрель. Гнездо располагается в норе, выкопанной в земляном склоне; нора часто извилистая, с поворотами на 90° и более, расширяющаяся в конце в овальную гнездовую камеру с низкой сводчатой крышей. Длина норы может достигать 1,8 м. В кладке три яйца. Инкубационный период продолжается 21—22 дня. У птенцов развивается покров из длинных мягких пуховых перьев. Птенцы полностью оперяются на 29—31 день.